# ایراندوبا
ایراندوبا یک شهرداری است که در ایالت آمازوناس برزیل واقع شده است.

ایراندوبا کوچکترین شهرداری در آمازوناس است که در سمت راست آن رودخانهٔ ریو نگرو (آمازون) و در سمت چپ آن رودخانهٔ سولیمویس قرار دارد و این شهر از طریق یک پل کابلی به نام پل ریو نگرو که در سال ۲۰۱۱ ساخته شد به مانائوس متصل گشت. این شهر ۲۱٪ از منطقه حفاظت از محیط زیست ساحل راست ریو نگرو را شامل می‌شود.